# Bisdom Aken
Het bisdom Aken (Duits: Bistum Aachen; Latijn: Dioecesis Aquisgranensis) ligt in het westen van Duitsland, tegen de grens met Nederland en België.

## Geschiedenis
Oorspronkelijk behoorde Aken tot het prinsbisdom Luik. Na het concordaat van 15 juli 1801, ten tijde van Napoleon was er korte tijd een onafhankelijk bisdom Aken. Na de Franse tijd werd in 1821 het Pruisische deel van het bisdom bij het aartsbisdom Keulen gevoegd. Op 30 augustus 1930 werd middels de bul "Pastorale officii nostri" het bisdom Aken (opnieuw) opgericht. De bisschoppelijke kerk is de Dom van Aken.

## Lijst van bisschoppen van Aken
- 25-07-1802 - 13-08-1809: Marc-Antoine Berdolet
- 22-10-1810 - 26-04-1814: Jean-Denis-François Camus
- 26-04-1814 - 25-03-1825: sedisvacatie

- 10-12-1930 - 05-10-1937: Joseph Vogt
- 05-10-1937 - 07-09-1943: sedisvacatie
- 07-09-1943 - 19-05-1954: Johannes Joseph van der Velden
- 30-08-1954 - 13-12-1974: Johannes Pohlschneider
- 09-09-1975 - 23-01-1994: Klaus Hemmerle
- 12-12-1994 - 08-12-2015: Heinrich Mussinghoff
- 23-09-2016 - heden: Helmut Dieser